# 勒穆特罗
勒穆特罗（法語：Le Moutherot，法語發音：[lə mutʁo]）是法国杜省的一个市镇，位于该省西部，属于贝桑松区。

## 地理
勒穆特罗（47°14'35"N, 5°43'56"E）面积1.3 平方千米，位于法国勃艮第-弗朗什-孔泰大區杜省，该省份为法国东部内陆省份，北起上索恩省，西接汝拉省，东部及东南部与瑞士接壤，东北部与贝尔福地区省接壤。
与勒穆特罗接壤的市镇（或旧市镇、城区）包括：雅勒朗日、库尔沙蓬、埃特拉博讷。

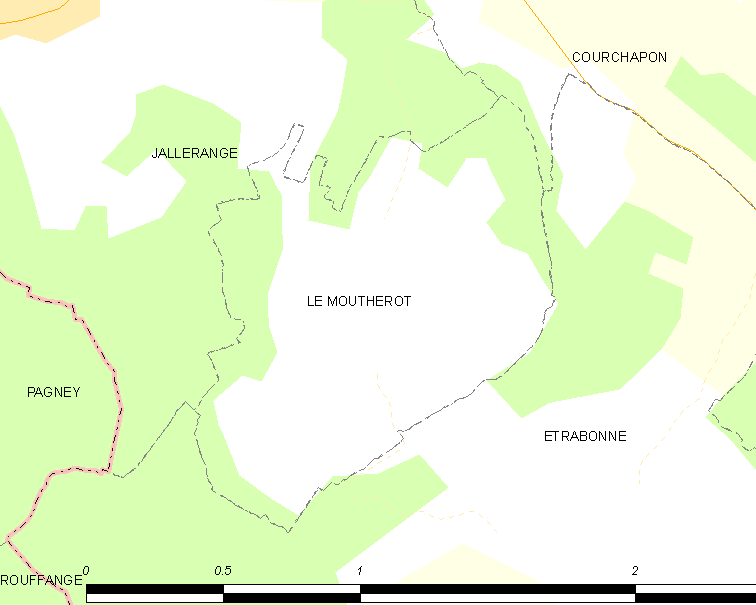
勒穆特罗的OSM定位图

勒穆特罗的时区为UTC+01:00、UTC+02:00（夏令时）。

## 行政
勒穆特罗的邮政编码为25170，INSEE市镇编码为25414。

## 政治
勒穆特罗所属的省级选区为圣维特县。

## 人口

1962-2008年间勒穆特罗人口变化图示

勒穆特罗于2022年1月1日时的人口数量为132人。